# غرب بيلاروسيا

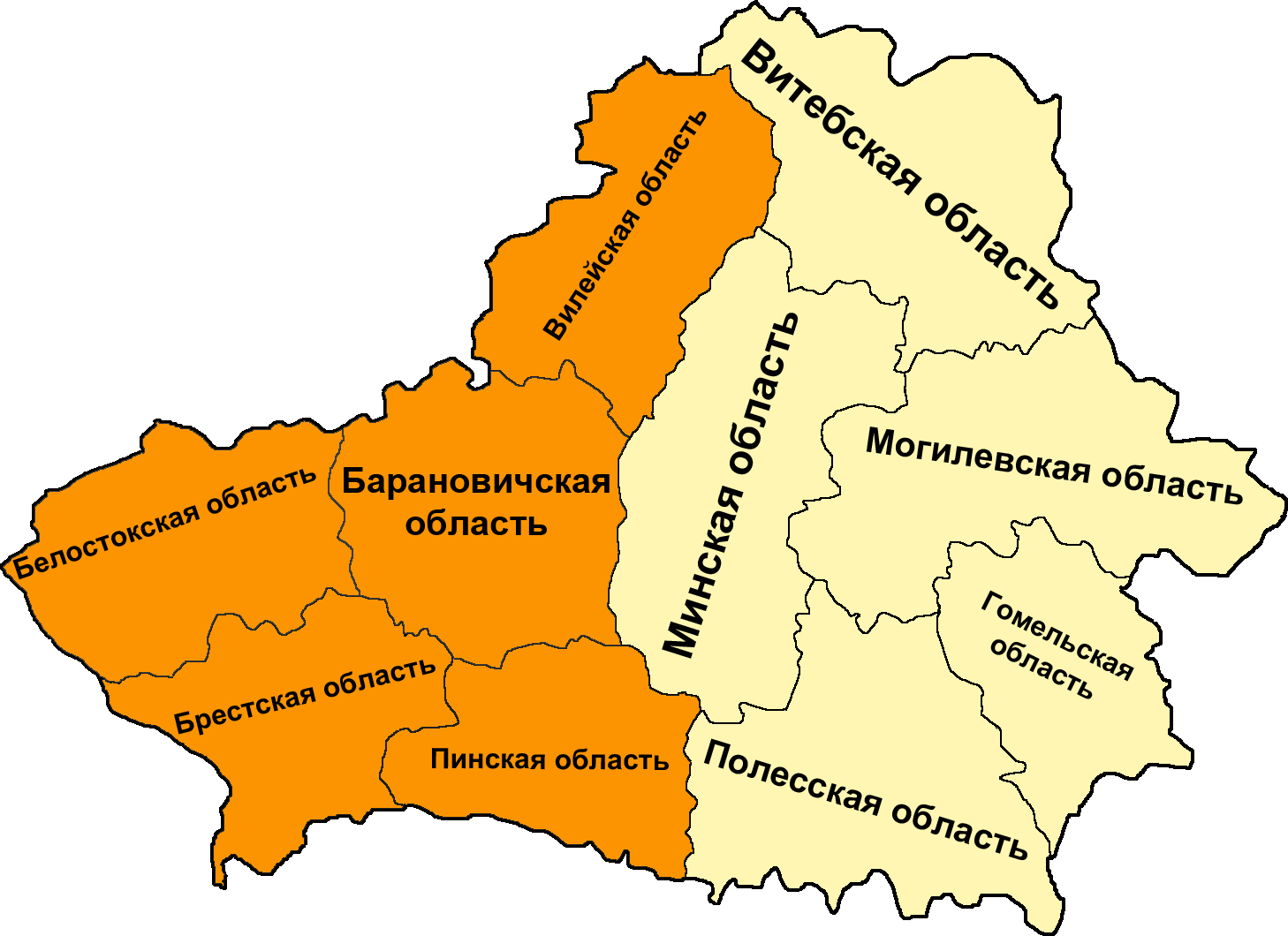
التقسيم الإداري لجمهورية بيلاروسيا السوفيتية الاشتراكية فيما بين عامي 1939 و1944، وتبدو الأوبلاستات التابعة لغرب بيلاروسيا والمٌنتزعة من بولندا المٌحتلّة بحسب المعاهدات السوفيتية النازية باللون البرتقالي.

غرب بيلاروسيا (بالبيلاروسية: Заходняя Беларусь؛ نح: زاخودنێايا بيلاروسْ)، مُصطلح أُطلق على أراضي بيلاروسيا المُعاصرة والتابعة لالجمهورية البولندية الثانية خلال الفترة المُمتدة بين عامي 1919 و1939، ومع تفكك الاتحاد السوفيتي عام 1991، خضعت تلك الأراضي التي ضمها الاتحاد السوفيتي رسميًا عام 1945 لسيطرة جمهورية بيلاروسيا المُستقلّة.
وتُضم منطقة غرب بيلاروسيا الحالية أوبلاست جرودنه أوبلاست وبريست، علاوة على بعض مناطق اوبلاستات مينسك وفيتسبك أوبلاست، من جانبها ضمت التركيبة السكانية التاريخية لمنطقة غرب بيلاروسيا جماعات إثنية متباينة؛ منها البيلاروس، والبولنديون، والليتوانيون، واليهود، والروس، كما اعتبر العديد من فلاحي بوليسيا (البوليشوك) أنفسهم السكّان الأصليين للمنطقة، أو توتيشي، بخلاف تسميتهم بالأرثوذكس دون البيلاروس. (طالع أيضُا أقلية بيلاروسية في بولندا).

## التاريخ
بعدما وضعت الحرب البولندية السوفيتية أوزارها بتوقيع معاهدة ريغا بين الجمهورية البولندية الثانية من جهة وكلًا من جمهورية روسيا السوفيتية الاتحادية الاشتراكية نيابة عن جمهورية بيلاروسيا السوفيتية الاشتراكية، وجمهورية أوكرانيا السوفيتية الاشتراكية من جهة أخرى، في الثامن عشر من مارس لعام 1921، تم الاتفاق على تقسيم أراضي بيلاروسيا الحالية، والتي كانت تابعة للإمبراطورية الروسية بين بولندا وروسيا السوفيتية، وشكّلت الأراضي البولندية من تلك المنطقة الجزء الأوسط من منطقة الكريسي، والتي أُطلق عليها خلال الحُقبة السوفيتية اسم غرب بيلاروسيا، بالمُقارنة بشرق بيلاروسيا، وظلت هذه الحدود قائمة بين الدولتين خلال فترة ما بين الحربين العالميتين وحتى اندلاع الحرب العالمية الثانية، قبل أن تتم إعادة ترسيم هذه الحدود مرّة أخرى خلال مؤتمري يالطا ومؤتمر بوتسدام.
وخلال السنوات التالية لتوقيع معاهدة ريغا انتقل العديد من البولنديين للعيش والاستقرار في غرب بيلاروسيا، وفي نوقمبر من عام 1922 تمكّن أحد الأحزاب البيلاروسية ضمن ائتلاف كتلة الأقليات الوطنية (بالبولندية: Blok Mniejszości Narodowych) من الحصول على تمثيل برلماني من خلال الانتخابات التشريعية لعام 1922، حيث تمكن الحزب من الحصول على 14 مقعدًا برلمانيُا، 11 منهم في المجلس الأدنى، السييم (بالبولندية: Sejm)، وعليه أمر رئيس الوزراء فواديسواف سيكورسكي في ربيع عام 1923 بإعداد مُذكّرة تفصيلية عن وضع الأقلية البيلاروسية في بولندا ترتّب على أثرها اعتبار اللغة البيلاروسية لغة رسمية في دور القضاء والمدارس، كما أصبح تعلّم اللغة البيلاروسية إلزاميًا في كافة المدارس الثانوية البولندية الموجودة في المناطق ذات الأغلبية البيلاروسية منذ عام 1927.

### غرامادا

راية القوميين البيلاروس فيما بين الحربين العالميتين.

كانت الأقلّية البيلاروسية أقل وعيًا ونشاطًا سياسيًا مُقارنة بالأقلّية الأوكرانية الأكثر عددًا، حتى تمكّنت أكبر الهيئات السياسية البيلاروسية في ذلك الوقت، وتحديدًا اتحاد الفلاحين والعمال البيلاروسي والمعروف باسم غرامادا، من الحصول على دعم لوجيستي كامل من المبعوثين السوفيت، بخلاف الدعم الاقتصادي من الكومنترن، وبحلول عام 1927 أحكمت موسكو سيطرتها الكاملة على الغرامادا قبل أن يتم منع الغرامادا من جانب السلطات البولندية، بعدها قوبلت حركات المعارضة البيلاروسية بالعديد من القرارات الصارمة من قِبل الحكومة البولندية خاصة بعد كشف النقاب عن تواطئ البرامادا مع الحزب الشيوعي لغرب بيلاروسيا.
استمرّ تدهور العلاقات بين الحكومة الوطنية البولندية والجماعات الانفصالية المتزايدة التابعة للأقليات القاطنة بغرب بيلاروسيا، ولم تكن الأقلية البيلاروسية بمنأى عن ذلك، في الوقت نفسه، حاول الاتحاد السوفيتي مُمثّلًا في المفوضية الشعبية للشؤون الداخلية والحزب الشيوعي السوفيتي التخلّص من البولنديين في شرق بيلاروسيا للأبد، وذلك فيما بين عامي 1937 و1938، وفي ذلك حقق الاتحاد السوفيتي نجاحًا كبيرُا، حيث تخلّص الاتحاد السوفيتي من أعداد هائلة من البولنديين من خلال حملات الاعتقالات والإعدام داخل السجون بحسب ما أورده المؤرخ البولندي الألماني بوغدان موسياو، والتي كانت بدورها أكبر حملات التطهير العرقي أثناء التطهير الأعظم الذي بدأه جوزيف ستالين، والمعروفة تاريخيًا باسم العملية البولندية، والتي استمرّت من 25 أغسطس لعام 1937 وحتى 15 نوفمبر لعام 1938، حيث أُعدم خلال تلك الفترة قُرابة 111,091 بولندي بُناءُا على الأوامر الصادرة من النرويكا.

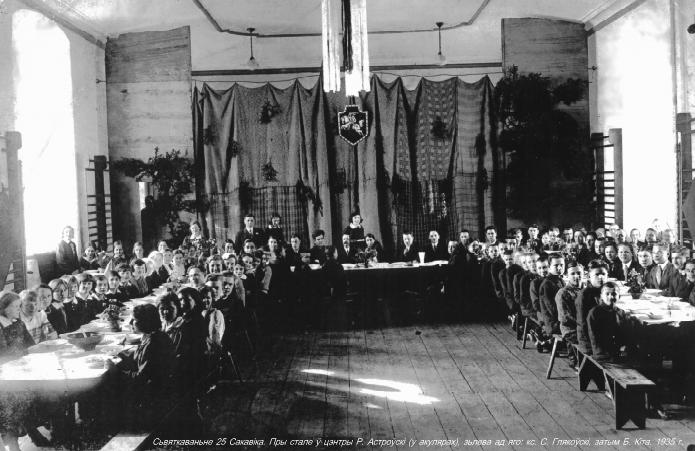
الاحتفال بذكرى تأسيس جمهورية بيلاروسيا الشعبية من داخل جمنازيوم بيلاروسية بفيلنيا بفيلنيوس عام 1935.

كما تمكّن الاتحاد السوفيتي من إذكاء حالة الفُرقة الإثنية بغرب بيلاروسيا من خلال الترويج لشرق بيلاروسيا الواقعة تحت السيطرة السوفيتية والتي استمرّت كدولة مُستقلّة تحت اسم جمهورية بيلاروسيا الشعبية فيما بين عامي 1918 و1919 لاستدراج تعاطف الأقلّية البيلاروسية في بولندا وغرب بيلاروسيا، وهو ما تمّ بالفعل، حيث شغلت مثل تلك الصورة البرّاقة فكر العديد من القادة القوميين بغرب بيلاروسيا، أمثال فرانشك ألياخنوفيتش وأولادزيمير جيلكا واللذين انتقلا لشرق بيلاروسيا ومع ذلك وقعا تحت قبضة القمع السوفيتي.
من جانبها صوّرت الدعاية السوفيتية غزو بلادها لبولندا عام 1939 تحريرًا لأوكرانيا وغرب بيلاروسيا، كما رحّب العديد من البيلاروس الغربيين بفكرة الوحدة مع جمهورية بيلاروسيا السوفيتية الاشتراكية، وإن اختلفت ردود فعل البعض بعد معاناتهم من الإرهاب السوفيتي، وبخلاف فترة وجيزة تمثّلت في الاحتلال الألماني للأراضي السوفيتية، انتقل أغلب البيلاروس القانتين في بولندا للعيش في جمهورية بيلاروسيا السوفيتية الاشتراكية بداية من عام 1939.

## الغزو السوفيتي لبولندا
في أعقاب الغزو الألماني السوفيتي المُشترك لبولندا في سبتمبر من عام 1939، تمكّن الاتحاد السوفيتي من انتزاع غرب بيلاروسيا بالكامل من خلال انتخابات صوريّة من تنفيذ المُفوّضية الشعبية للشؤون الداخلية في مُناخ إرهابي تام، وذلك بتهديد المواطنين بالترحيل إلى سيبيريا، كما تمّ ترقيم الاستمارات الانتخابية لسهولة تعقّب المُنتخب فيما بعد.

### انتزاع الاتحاد السوفيتي لغرب بيلاروسيا
بعد أقل من أسبوعين من الغزو السوفيتي لبولندا، وتحديدًا في الثاني والعشرين من أكتوبر لعام 1939، أقرّت سلطات الاحتلال السوفيتية انتخابات تشريعية لانتخاب مجلس شعب غرب بيلاروسيا (بالبيلاروسية: Народны сход Заходняй Беларусі)، وتمّت هذه الانتخابات والتي عُرفت باسم انتخابات المجالس الشعبية في غرب أوكرانيا وغرب بيلاروسيا تحت مُراقبة المفوضية الشعبية للشؤون الداخلية، وعناصر من قوات الشرطة السرّية بخلاف لجان تابعة للحزب الشيوعي السوفيتي قادمة من موسكو، حيث سيق الناخبين من منازلهم وحتى مراكز الاقتراع تحت تهديد السلاح، وغالبا ما كانت استمارات الاقتراع مُرقّمة ومُعدّة سلفًا وما عليهم سوى وضعها في الصناديق المُخصصة، وفي الثلاثين من أكتوبر لعام 1939 اجتمع مجلس الشعب في بياويستوك للإدلاء بالقرار النهائي والنتيجة المحتومة للانتخابات، والتي أقرّت نتائجها برغبة غرب بيلاروسيا في الوحدة مع جمهورية بيلاروسيا السوفيتية الاشتراكية، حيث قُبل الالتماس رسميًا من جانب مجلس السوفييت الأعلى في الثاني من نوفمبر، ثُمّ من طرف مجلس سوفيت جمهورية بيلاروسيا السوفيتية الاشتراكية في الثاني عشر من الشهر نفسه.
ومع ذلك، لم تدم فترة سيطرة السلطات السوفيتية على المنطقة طويلًا، خاصةً بعد تعطيل بنود ميثاق مولوتوف-ريبنتورب والمُوقّع أنفًا في موسكو وذلك عندما قامت القوات الألمانية باجتياح الأراضي البولندبة الواقعة تحت تصرّف القوات السوفيتية في الثاني والعشرين من يونيو لعام 1941 إيذانًا ببدء الاحتلال الألماني للأراضي السوفيتية، ومن ثمّ لم تعد بولندا مُقسّمة بين الاتحاد السوفيتي وألمانيا (طالع أيضًا الغزو الألماني لبولندا والغزو السوفيتي لبولندا)، أعقب هذا التاريخ بعامين إصرار جوزيف ستالين خلال مؤتمر طهران عام 1943 على ضرورة تنازل الحلفاء عن كامل أراضي غرب بيلاروسيا لصالح جمهورية بيلاروسيا السوفيتية الاشتراكية مع نهاية الحرب في أوروبا، حيث لم تتم إعادة سوى منطقة بياويتسوك لجمهورية بولندا الشعبية في أعقاب الحرب.

شرق بيلاروسيا بالأحمر وغربها بالأخضر.

وفي عام 1944 هُجّر السكان البولنديين قصرًا، بعد ضم غرب بيلاروسيا بالكامل لجمهورية بيلاروسيا السوفيتية الاشتراكية، بعدها تقرر نقل العاصمة البيلاروسية إلى فيلنيوس، قبل أن يُصدر جوزيف ستالين قرارًا في العام نفسه بمنح منطقة فيلنيوس وضواحيها إلى ليتوانيا التي اجتاحتها القوات السوفيتية بعد أشهر قليلة من القرار لتُصبح جمهورية سوفيتية مُجددًا، وعليه أصبحت مينسك العاصمة الجديدة لجمهورية بيلاروسيا السوفيتية الاشتراكية.
وبنهاية الحرب أُدخلت بعد التعديلات على الحدود السياسية لجمهورية بيلاروسيا السوفيتية الاشتراكية، وتحديدًا فيما يختص بمنطقة بياويتسوك، التي تمت إعادتها لبولندا، في الوقت الذي استمرت باقي مناطق غرب بيلاروسيا تحت سيطرة الاتحاد السوفيتي وجمهورية بيلاروسيا السوفيتية الاشتراكية حتى عام 1991 ومن بعدها بيلاروسيا الحالية.

### التهجير والتطهير العرقي

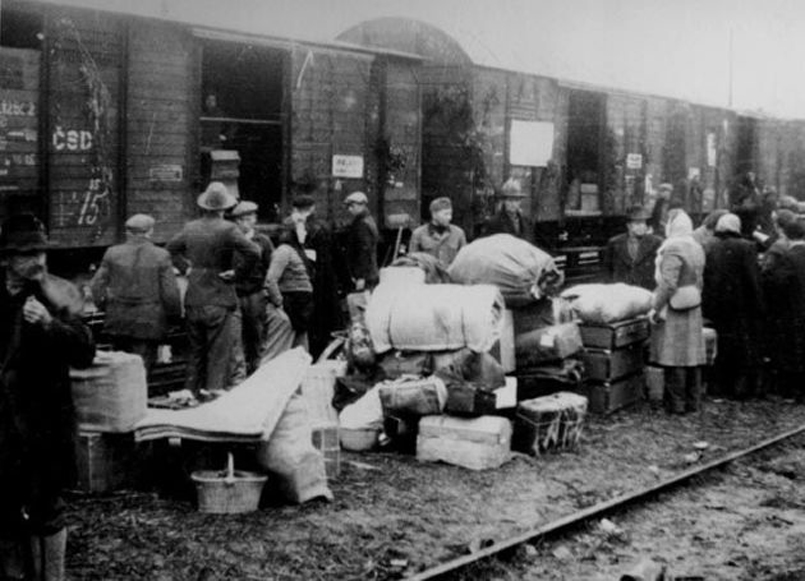
تهجير البولنديين إلى سيبيريا أثناء الاحتلال السوفيتي لكريسي، حيث وصل أعداد المُهجّرين إلى نحو 1,700,000 فرد.

واجه سكان غرب بيلاروسيا، وخاصة البولنديين منهم، العديد من عمليات العزل والإبعاد من انب الأجهزة الأمنية السوفيتية المُختلفة، وعلى رأسهم المفوّضية الشعبية للشؤون الداخلية، حيث أُبعد أكثر من 100,000 فرد إلى المناطق المتطرّفة من الاتحاد السوفيتي خلال الموجات الأولى من الترحيلات، ومع نهاية تلك العمليات، بلغ مجموع المُبعدين خلال العامين التاليين قُرابة 1.7 مليون فرد تم تريحلهم داخل قطارات من كريسي البولندية إلى معسكرات الغولاغ في أنحاء مُتفرّقة داخل الاتحاد السوفيتي.

## الموروث الحضاري
بلغ عدد السكان البيلاروس قُرابة المليون نسمة نسبة إلى التعداد السكاني الأول التي أجرته الحكومة البولندية عام 1921، بينما يعتقد العديد من المؤرخين أن الأعداد الحقيقية للسكان البيلاروس في ذلك الوقت تتراوح ما بين 1.7 مليون ومليوني نسمة، وفيما بين عامي 1921 و1926 لم تمتلك الدولة البولندية حديثة الاستقلال سياسات واضحة فيما يخص الأقليات الإثنية المتواجدة على أراضيها، ومن ثمّ لم يكن في استطاعة سكان غرب بيلاروسيا سوى الرضوخ لسياسات البولنة التي انتهجتها الدولة في ظل مواجهة المدارس البيلاروسية للعديد من التحديات الاقتصادية في ذلك الوقت.
وفي أعقاب الانتخابات التشريعية البولندية عام 1930 تضائل التمثيل البيلاروسي في البرلمان البولندي كما انتهجت الحكومة سياسات أكثر صرامة لبولنة الأقلّيات، حيث توقّفت الحكومة البولندية عن دعمها لتعليم اللغة البيلاروسية في المدارس، وعليه لم يتبقى سوى 44 مدرسة في غرب بيلاروسيا يتم تدريس اللغة البيلاروسية بين جنباتها في كامل أرجاء بولندا مع اندلاع الحرب العالمية الثانية، ومع ذلك ألقت السلطات السوفيتية القبض على اللاجئين من غرب بيلاروسيا وأعدمتهم بشكل منتظم، وهو ما أوضحته عمليات الكشف عن المقابر في كوراباتي والتي ضمّت العديد من المتعلقات البولندية الصُنع كالأحذية والملابس.
ويُعد الناشط واللغوي برانيسلاو تاراشكيفيتش من أبرز ضحايا المفوضية الشعبية لشؤون اللاجئين، السجين لدى بولندا والذي أُفرج عنه وتمت مبادلته بفرانشك ألياخنوفيتش عام 1933 في ظل اتفاقية تبادل السجناء السياسيين بين بولندا والاتحاد السوفيتي، قبل أن يقع ضحية للمفوضية الشعبية للشؤون الداخلية والتطهير الأعظم ويُعدم عام 1938.
وحاليُا تحتفل بيلاروسيا سنويًا في السابع عشر من سبتمبر بذكرى توحيد بيلاروسيا دون أية إشارة من الدولة لعمليات التطهير العرقي التي طالت البونديين جرّاء هذا التوحيد.

## طالع أيضًا
- الجمهورية البولندية الثانية
- كريسي
- غرب أوكرانيا

## وصلات خارجية
- (بالبيلاروسية) Жыцьцё і сьмерць мітаў: Заходняя Беларусь